# Pădurea Bârnova - Repedea
Pădurea Bârnova - Repedea este o arie protejată (arie specială de conservare — SAC, sit de importanță comunitară — SCI) din România, desemnată în scopul protejării biodiversității și menținerii într-o stare de conservare favorabilă a florei spontane și faunei sălbatice, precum și a habitatelor naturale de interes comunitar aflate în arealul zonei de protecție. Aceasta se întinde în estul Moldovei, pe teritoriul județului Iași.

## Localizare
Aria naturală se află în sud-estul județului Iași, pe teritoriile administrative ale comunelor Bârnova, Ciurea, Comarna, Dobrovăț, Grajduri, Mogoșești, Scânteia, Schitu Duca și Tomești; și pe cel al municipiului Iași. Aceasta este străbătută de drumul național DN24 care leagă municipiul Vaslui de Iași.

## Înființare
Zona a fost declarată sit de importanță comunitară prin Ordinul Ministerului Mediului și Dezvoltării Durabile Nr.1964 din 13 decembrie 2007 (privind instituirea regimului de arie naturală protejată a siturilor de importanță comunitară, ca parte integrantă a rețelei ecologice europene Natura 2000 în România) și se întinde pe o suprafață de 12.236,2 hectare.  Situl a fost protejat și ca arie specială de conservare în mai 2022 Acesta se suprapune ariei de protecție specială avifaunistică Pădurea Bârnova și include rezervațiile naturale: Locul fosilifer Dealul Repedea, Poiana cu Schit, Poieni - Cărbunăriei și Pădurea Pietrosu. 
Situl reprezintă o arie naturală (păduri de foioase, păduri în tranziție, pășuni, pajiști, terenuri arabile, pâraie tributare văii Bârladului) încadrată în bioregiunea continentală a Podișului Central Moldovenesc; ce adăpostește și conservă o gamă diversă de floră spontană și faună sălbatică.

## Biodiversitate
Aria naturală dispune de două tipuri de habitate naturale (Păduri de fag de tip Asperulo-Fagetum și Păduri dacice de stejar și carpen) ce asigură condiții de hrană și viețuire mai multor specii de mamifere mici, păsări și insecte și protejează elemente floristice rare.
La baza desemnării sitului se află câteva specii faunistice (mamifere, reptile, amfibieni, păsări, insecte); dintre care unele enumerate în anexa I-a a Directivei Consiliului European 92/43/CE din 21 mai 1992 (privind conservarea habitatelor naturale și a speciilor de faună și floră sălbatică) sau aflate pe lista roșie a IUCN; astfel: 
Mamifere cu specii de: pisică sălbatică (Felis silvestris), popândău european (Spermophilus citellus), liliac cu urechi de șoarece (Myotis blythii), liliacul comun (Myotis myotis), liliacul lui Brandt (Myotis brandtii), liliacul cu urechi mari (Myotis bechsteini), liliacul de apă (Myotis daubentonii), noptar cu mustăți (Myotis mystacinus), liliacul lui Natteri (Myotis nattereri), liliacul de seară (Nyctalus noctula), liliacul pitic (Pipistrellus pipistrellus), liliacul pitic al lui Nathusius (Pipistrellus nathusii), liliacul urecheat (Plecotus auritus), liliacul urecheat cenușiu (Plecotus austriacus);
Reptile și amfibieni: viperă (Vipera berus), șarpele orb (Anguis fragilis), șopârlă de câmp (Lacerta agilis), gușter (Lacerta viridis), buhaiul de baltă cu burta roșie (Bombina bombina), brotacul verde de copac (Hyla arborea);
Păsări (migratoare, de pasaj, sedentare): șorecar mare (Buteo rufinus), șorecar încălțat (Buteo lagopus), șerpar (Circaetus gallicus), erete de stuf (Circus aeruginosus), erete vânăt (Circus cyaneus), erete cenușiu (Circus pygargus), cristei de câmp (Crex crex), caprimulg (Caprimulgus europaeus), dumbrăveancă (Coracias garrulus), ciocănitoare de stejar (Dendrocopos medius), ciocănitoare neagră (Dryocopus martius), ciocănitoare cu spatele alb (Dendrocopos leucotos), ciocănitoarea verzuie (Picus canus), presură de grădină (Emberiza hortulana),  uliu porumbar (Accipiter gentilis), acvilă de munte (Aquila chrysaetos), acvilă țipătoare mică (Clanga pomarina), pescăruș albastru (Alcedo atthis), buhă (Bubo bubo), șoim de iarnă (Falco columbarius), șoim călător (Falco peregrinus), șoimul rândunelelor (Falco subbuteo), vânturel de seară (Falco vespertinus), vânturel roșu (Falco tinnunculus), acvilă pitică (Aquila pennata), sfrâncioc roșiatic (Lanius collurio), ciocârlia de pădure (Lullula arborea), sfrânciocul cu frunte neagră (Lanius minor), gaie roșie (Milvus milvus); 
Insecte (gândaci, cărăbuși, fluturi): croitorul (de fag) alpin (Rosalia alpina), croitorul cenușiu al stejarului (Morimus funereus), croitorul mare al stejarului (Cerambyx cerdo), rădașcă (Lucanus cervus), cărăbuș (Carabus variolosus), cărăbuș cu corn (Bolbelasmus unicornis), gândac de apă (Rhysodes sulcatus) și două specii de fluturi: Callimorpha quadripunctaria (fluturele-tigru) și Gortyna borelii lunata. 
Flora ariei naturale este una diversificată, alcătuită arbori, arbusti, ierburi și flori; printre care se află specii ocrotite prin aceeași Directivă a Consiliului European 92/43/CE din 21 mai 1992; astfel:
Arbori și arbusti cu specii de: fag (Fagus sylvatica), gorun (Quercus petraea), stejar (Quercus robur), carpen (Carpinus betulus), jugastru (Acer campestre), tei pucios (Tilia cordata), frasin (Fraxinus excelsior), tei argintiu (Tilia tomentosa), mesteacăn (Betula nana), cireș-păsăresc (Prunus avium), paltin de munte (Acer pseudoplatanus), alun (Corylus avellana), păducel (Crataegus monoghyna), corn (Cornus mas), sânger (Cornus sanguinea), salbă moale (Euonymus europaeus), lemn câinesc (Ligustrum vulgare), măceș (Rosa canina); 
Flori și ierburi:  papucul doamnei (Cypripedium calceolus), piciorul cocoșului (Ranunculus repens), ghiocel (Galanthus nivalis), piciorul caprei (Aegopodium podagraria), laptele câinelui (Euphorbia cyparissias), păștiță galbenă (Anemone ranunculoides), viorea (Scilla bifolia), piperul lupului (Asarum europaeum), plămânărică (Pulmonaria officinalis), leurdă (Allium ursinum), coada-calului (Equisetum arvense), dumbăț (Teucrium chamaedrys), pieptănăriță (Cynosorus cristatus), sulițică (Dorycnium herbaceum), iarba-câmpului (Agrostis stolinifera), iarba vântului (Nardus stricta) sau păiușuri din speciile Festuca stricta, Festuca ruoicola și Festuca valesiaca.

## Căi de acces
- Drumul național DN24 pe ruta Vaslui - Satu Nou (Muntenii de Sus) - Solești, Vaslui - Satu Nou (Solești), Vaslui - Satu Nou (Schitu Duca), Iași - Schitu Duca - Poieni.

## Monumente și atracții turistice
În vecinătatea sitului se află numeroase obiective de interes istoric, cultural și turistic (lăcașuri de cult, monumente de arhitectură, situri arheologice); astfel:

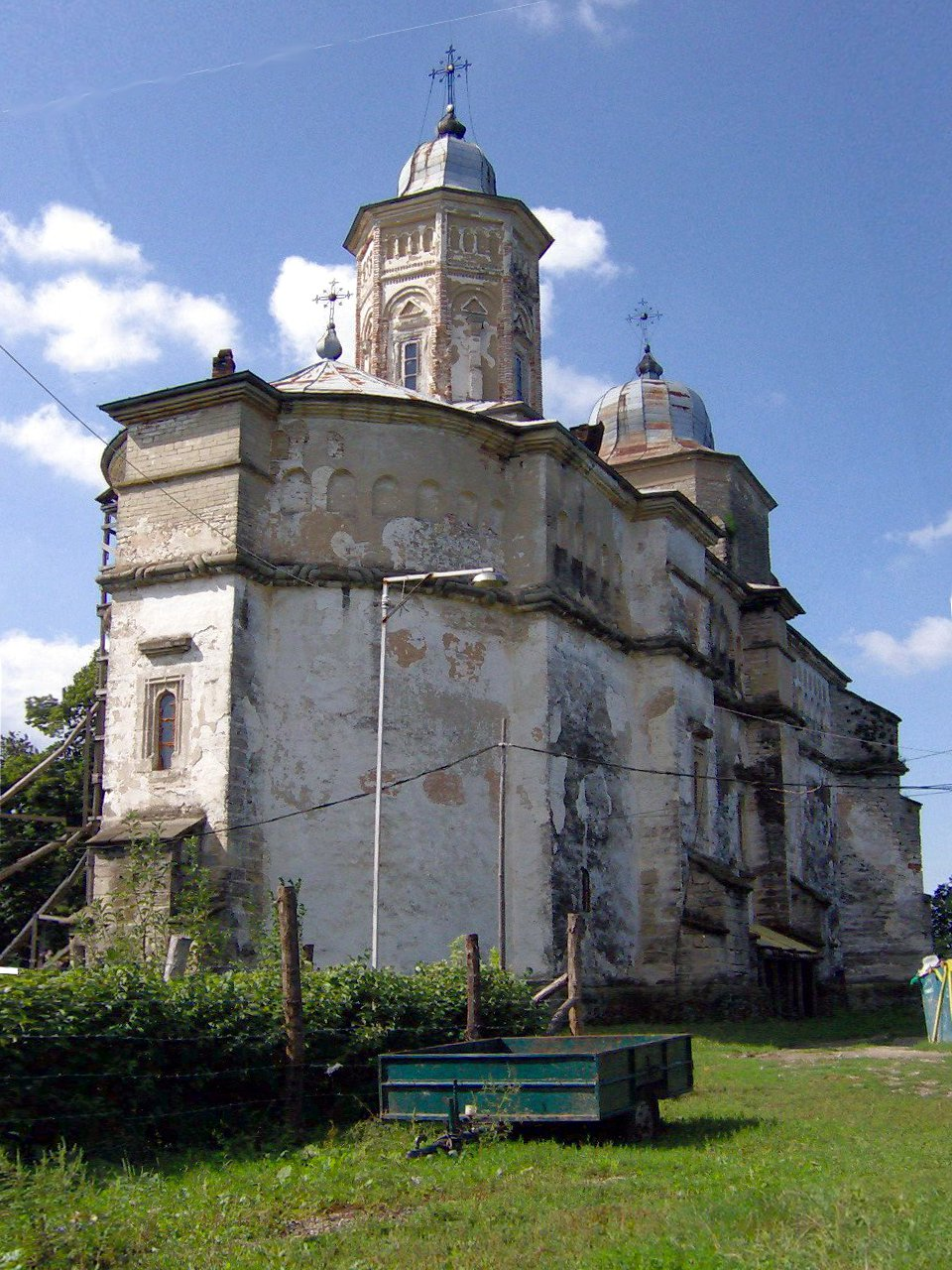
Biserica „Sfântul Gheorghe” a mănăstirii Bârnova

- Biserica de lemn „Sfântul Pantelimon ” din Dobrovăț, construcție 1789, monument istoric.
- Ansamblul Mănăstirii Dobrovăț (Biserica "Pogorârea Sf. Duh" - 1503-1504; Biserica paraclis "Sf. Gheorghe" - 1607; turn clopotniță și zid de incintă construite în 1743), monument istoric.
- Ansamblul Mănăstirii Bârnova (Biserica "Sfântul Gheorghe" - 1626-1629; chilii din 1728; yid de incintă și turn de poartă datând din secolul al XVII-lea), monument istoric.
- Mănăstirea Piatra Sfântă din Bârnova cu Biserica "Adormirea Maicii Domnului", construcție secolul al XVIII-lea, monument istoric.
- Biserica „Sfinții Voievozi” din Comarna, construcție 1804, monument istoric.
- Biserica „Adormirea Maicii Domnului” din Schitu Duca ridicată în anul 1830, monument istoric.
- Biserica „Sfântu Nicolae” din Slobozia (Schitu Duca), construcție 1721, monument istoric.
- Biserica „Sfântul Nicolae” din Poieni, construcție 1841, monument istoric.
- Biserica Sfinții Voievozi din Scânteia, construcție 1812, monument istoric.
- Biserica de lemn „Nașterea Sf. Ioan Botezătorul” din Boroșești, construcție secolul al XVIII-lea, monument istoric.

- Biserica lui Cujbă din Poiana cu Cetate, construcție secolul al XVII-lea, monument istoric.
- Ruinele schitului din „Poiana cu schit” din satul Grajduri, construcție secolul al XVII-lea, monument istoric.
- Situl arheologic „Cetățuie” de la Dobrovăț - așezări din perioada Latène (sec. I a. Chr.-I p. Chr.; sec. III - I a. Chr.; sec. IV - III a. Chr.) și fortificație medievală timpurie.
- Situl arheologic „Tarlaua Rachiță I - II” de la Dumitreștii Gălății, așezări din perioadele Latène,  Latène târziu, Hallstatt și Paleoliticul superior (gravettian).